# Bryan Caplan
Bryan Caplan (nacido en 1971) es un profesor asociado de economía en la Universidad George Mason en Fairfax, Virginia.  

## Trayectoria
Recibió su B.S. en economía de la Universidad de California, Berkeley y su doctorado de la Universidad de Princeton. Su labor profesional se ha dedicado al estudio de la filosofía del libertarismo, el capitalismo de mercado libre y el anarquismo (es el autor del famoso FAQ Anarchist Theory FAQ) desde el punto de vista anarcocapitalista. Ha publicado en el American Economic Review, Public Choice, y el Journal of Law and Economics, entre otros. Es un blogger en EconLog junto con Arnold Kling, y en ocasiones ha sido bloguero invitado a Marginal Revolution con dos de sus colegas de George Mason, Tyler Cowen y Alex Tabarrok. Es académico adjunto del Cato Institute en Washington D. C.
Actualmente, su principal interés es la investigación de la economía pública. Ha criticado la hipótesis de los votantes racionales que forma la base de la teoría de la elección pública, pero en general está de acuerdo con sus conclusiones sobre la base de su propio modelo de "irracionalidad racional". El libro de Caplan sobre este tema, El mito del votante racional (Princeton University Press 2007), es una respuesta a los argumentos esgrimidos por el economista Donald Wittman en su obraEl mito de déficit democrático. 
Mantiene un sitio web que incluye la sección Museo del Comunismo en el que critica la ideología marxista. Caplan también ha escrito una novela gráfica en línea llamada Amore Infernale.

## Libros

### El mito del votante racional
El mito del votante racional: por qué las democracias eligen malas políticas, publicado en 2007, desarrolla aún más el concepto de "irracionalidad racional" de la escritura académica anterior de Caplan. Se basa en gran medida en la Encuesta de estadounidenses y economistas sobre la economía con el argumento de que los votantes han sesgado sistemáticamente las creencias sobre muchos temas económicos importantes. Caplan escribe que la irracionalidad racional es una explicación del fracaso de la democracia. El libro fue revisado en la prensa popular, incluyendo el Wall Street Journal, el New York Times, y el New Yorker, así como en publicaciones académicas como el Journal of Libertarian Studies, Public Choice, Libertarian Papers, y The Independent Review. Recibió una crítica despectiva por parte de Rupert Read en el European Review..

### Razones egoístas para tener más hijos
Razones egoístas para tener más hijos es un libro de 2011 que sostiene que las personas a menudo trabajan muy duro en la crianza de los hijos, y como resultado, tienen miedo a la idea de tener hijos. El libro de Caplan instó a los padres a relajarse con respecto a la crianza de los hijos. El libro argumenta que a medida que los costos percibidos (en términos de gasto y esfuerzo para la crianza) de tener hijos cayeran, tenía sentido tener más hijos basados en la teoría básica de la oferta y la demanda. El libro fue revisado en el Wall Street Journal. El libro también fue revisado por The Guardian, RealClearMarkets y el Washington Times. El libro también condujo a debates patrocinados por The Wall Street Journal y The Guardian. The Guardian hizo que Caplan debatiera sobre "Tiger Mom" Amy Chua sobre los méritos del estricto estilo de crianza. El libro también apareció en un programa en la National Public Radio.

## Apariciones
Caplan apareció en el debate The Rubin Report en marzo de 2017, donde fue entrevistado en profundidad sobre sus puntos de vista sobre la inmigración, las fronteras abiertas, el pacifismo, la educación, el seguro de salud y el anarcocapitalismo.

## Puntos de vista

### Fronteras abiertas
Caplan fue citado como uno de los principales defensores de la posición de las fronteras abiertas en un artículo publicado en The Atlantic por Shaun Raviv. También ha sido citado en otras publicaciones dominantes sobre inmigración en medios como Huffington Post y Time Magazine.

### Anarcocapitalismo
Los puntos de vista anarcocapitalistas de Caplan fueron discutidos por Brian Doherty en su libro Radicals for Capitalism y en la revista Reason. Una crítica frecuente de Caplan es una acusación de que se ha involucrado en el negacionismo histórico al afirmar que los anarcocapitalistas tienen un mejor derecho sobre la historia del pensamiento anarquista que los anarquistas de la izquierda dominante.

### Ayn Rand y el objetivismo
Después de haber tenido mucho tiempo un enamoramiento juvenil por las obras de la escritora rusa Ayn Rand y su sistema filosófico del objetivismo, en 2004 Caplan escribió en su ensayo Una biografía intelectual: "Rechacé el cristianismo porque determiné que era, para ser franco, idiota. Rechacé el objetivismo y el austrianismo, en contraste, como mezcla de verdades profundas y errores desafortunados. Permítanme comenzar con las verdades profundas. Los Objetivistas tenían razón al insistir en que la realidad es objetiva, la razón humana es capaz de captarla y el escepticismo no tiene mérito. Ellos sostienen correctamente que los humanos tienen libre albedrío, que la moralidad es objetiva y que la búsqueda del interés propio es moralmente correcta ".
En su ensayo, "La rebelión de Atlas y la elección pública: los paralelos obvios", Caplan alaba que el Atlas de Ayn Rand hace "una contribución importante a las ciencias sociales".